# Ашер ла Форе
Ашер ла Форе (фр. Achères-la-Forêt) је насељено место у Француској у региону Париски регион, у департману Сена и Марна.
По подацима из 2011. године у општини је живело 1232 становника, а густина насељености је износила 97,78 становника/km².

## Демографија
| 1962. | 1968. | 1975. | 1982. | 1990. | 2011. |
| ----- | ----- | ----- | ----- | ----- | ----- |
| 782   | 459   | 647   | 754   | 903   | 1.232 |